# Jef Vermeersch
Jef Vermeersch (Brugge, 7 februari 1928) is een Belgisch bariton/bas in ruste.
Hij kreeg zijn zangopleiding in eerste instantie van Achiel van Beveren. Daarna volgde een studie zang en lyrische kunst aan het Gents Conservatorium. Zijn operadebuut vond plaats bij de Gentse Opera; hij vertolkte de rol van monnik in Don Carlos van Giuseppe Verdi. Hij sloot zich vervolgens aan bij de Koninklijke Vlaamse Opera en later ook dat van Kassel. Hij trad op in West-Europa (onder meer Deutsche Oper Berlin en Weense Staatsopera) en de Verenigde Staten. Zijn loopbaan liep ongeveer tot en met 1989. In de jaren tachtig zong hij regelmatig de rol Fritz Kothner in Die Meistersinger von Nürnberg van Richard Wagner; de versie uit 1984 op de Bayreuther Festspiele werd op film vastgelegd voor Deutsche Grammophon.
Na 1989 werd muzikaal niets meer van hem vernomen.
- Bibliothèque nationale de France: cb14236245n (data)
- Gemeinsame Normdatei: 133064026
- International Standard Name Identifier: 0000 0000 5515 4665
- Library of Congress Control Number: no96007098
- Nationale Bibliotheek van Israël: 987011289192605171
- Système universitaire de documentation: 252725476
- Virtual International Authority File: 2682964